# لانس بندلتون
لانس بندلتون (بالإنجليزية: Lance Pendleton)‏ هو لاعب كرة قاعدة أمريكي، ولد في 10 سبتمبر 1983 في هيوستن في الولايات المتحدة.

## وصلات خارجية
- لانس بندلتون على موقع دوري كرة القاعدة الرئيسي (الإنجليزية)
- لانس بندلتون على موقعبيزبول رفرنس.كوم (الدوري الرئيسي) (الإنجليزية)
- لانس بندلتون على موقعبيزبول رفرنس.كوم (الدوري الثانوي) (الإنجليزية)